# Grupo Antolin
Grupo Antolin ist ein multinationaler Automobilzulieferer aus Spanien, der für die Fahrzeugindustrie Innenraumteile entwickelt und herstellt. Gegründet wurde das Unternehmen in den 1950er Jahren als erstes Unternehmen der Antolin-Familie im spanischen Burgos.
In den 1990er Jahren begann das Unternehmen, neue Produktionsstätten im Ausland zu gründen. 2014 ist der Konzern bereits in 25 Ländern produktiv tätig mit 86 Produktions- und 25 technisch-kommerziellen Standorten sowie 15.400 Mitarbeitern bei einem Gesamtumsatz von 2,25 Milliarden Euro. Im Januar 2012 übernahm Grupo Antolin die französische Gruppe CML Innovative Technologies mitsamt Standorte und Belegschaft; 2015 folgte die Übernahme der Interiors Sparte von Magna und verdoppelte damit den Umsatz.